# Shedrack Korir
Pour les articles homonymes, voir Kibet (homonymie) et Korir.
Shedrack Kibet Korir, né le 14 décembre 1978, est un athlète kenyan spécialiste du 1 500 m et du 3 000 m.

## Palmarès

### Championnats du monde
- Championnats du monde d'athlétisme de 2007 à Osaka ( Japon)
  -  Médaille d'or sur 1 500 m

### Championnats du monde d'athlétisme en salle
- Championnats du monde d'athlétisme en salle de 2006 à Moscou ( Russie)
  - 5e sur 3 000 m

## Sources
- (en) Cet article est partiellement ou en totalité issu de l’article de Wikipédia en anglais intitulé « Shedrack Kibet Korir » (voir la liste des auteurs).